# ワイドスクリーン・バロック
ワイドスクリーン・バロック（Wide-screen Baroque）はブライアン・オールディスが提唱したサイエンス・フィクションの一部の作品群を表す用語である。
オールディスはチャールズ・L・ハーネスの『パラドックス・メン』を評して、その序文でワイドスクリーン・バロックという言葉を用いた。オールディスによれば、『パラドックス・メン』は
な小説であり、この特徴をワイドスクリーン・バロックとしている。
代表的なワイドスクリーン・バロック作品としてオールディスはE・E・スミス、アルフレッド・ベスターやA・E・ヴァン・ヴォークトの作品を挙げている。日本ではバリントン・J・ベイリーの作品も当てはまるとされている。
日本ではオールディスのSF史『十億年の宴』が1980年に翻訳された後、上記のカテゴリの作品に対してSFファンの間で使用される言葉になったが、日本以外では一般的ではない。また、1981年に邦訳されたクリス・ボイス『キャッチワールド』の安田均による解説において、ワイドスクリーン・バロックについて論じられている。
SF作家の大原まり子・田中啓文は、自身の作品の一部はワイドスクリーン・バロックであるとしている。また、草野原々は、自身のデビュー作である「最後にして最初のアイドル」を「実存主義的ワイドスクリーン百合バロックプロレタリアートアイドルハードSF」と形容している。

## 主な作家
- E・E・スミス
- A・E・ヴァン・ヴォークト
- アルフレッド・ベスター
- チャールズ・L・ハーネス
- バリントン・J・ベイリー
- サミュエル・R・ディレイニー[要出典]
- スタニスワフ・レム[要出典]
- スティーヴン・バクスター[要出典]
- アレステア・レナルズ[要出典]
- 大原まり子

## 主な作品
- 武器製造業者 - A・E・ヴァン・ヴォークト作[4][6]。
- 虎よ、虎よ! - アルフレッド・ベスター作[4][6]。
- タイタンの妖女 - カート・ヴォネガット
- キャッチワールド - クリス・ボイス作[4][6]。
- カエアンの聖衣 - バリントン・J・ベイリー
- 果しなき流れの果てに - 小松左京[7]
- 天元突破グレンラガン[8][9]
- キルラキル[8][9]
- リック・アンド・モーティ[要出典]
- 劇場版 少女☆歌劇 レヴュースタァライト[注 1]